# Acronychia
Genre
Classification phylogénétique
Acronychia est un genre de 44 espèces de plantes, surtout des arbres, de la famille des Rutaceae. Ils sont répandus sur un large domaine allant de l'Inde, à la Malaisie, à l'Australie et aux iles de l'ouest de l'Océan Pacifique.
En Australie, où l'on trouve 19 espèces, ils sont souvent appelés trembles (aspens en anglais) bien qu'ils ne fassent pas partie de la même famille.
Comme pour tous les membres des Rutaceae, les feuilles dégagent un arôme lorsqu'elles sont broyées.

## Liste d'espèces
- Acronychia acidula F.Muell.
- Acronychia acronychioides
- Acronychia baeuerlenii
- Acronychia crassipetala
- Acronychia heterophylla A.Gray
- Acronychia imperforata
- Acronychia laevis J.R.Forst. & G.Forst.
- Acronychia oblongifolia
- Acronychia pauciflora
- Acronychia pedunculata
- Acronychia pubescens
- Acronychia suberosa
- Acronychia vestita
- Acronychia wilcoxiana